# Nikoła Kozlewo
Nikoła Kozlewo (bułg. Никола Козлево) – wieś w Bułgarii, w obwodzie Szumen, centrum administracyjne gminy Nikoła Kozlewo. Według danych szacunkowych Ujednoliconego Systemu Ewidencji Ludności oraz Usług Administracyjnych dla Ludności, 15 września 2022 roku miejscowość liczyła 902 mieszkańców.